# Agrostis leptostachys
Agrostis leptostachys är en gräsart som beskrevs av Joseph Dalton Hooker. Agrostis leptostachys ingår i släktet ven, och familjen gräs. Inga underarter finns listade i Catalogue of Life.